# الأغليد

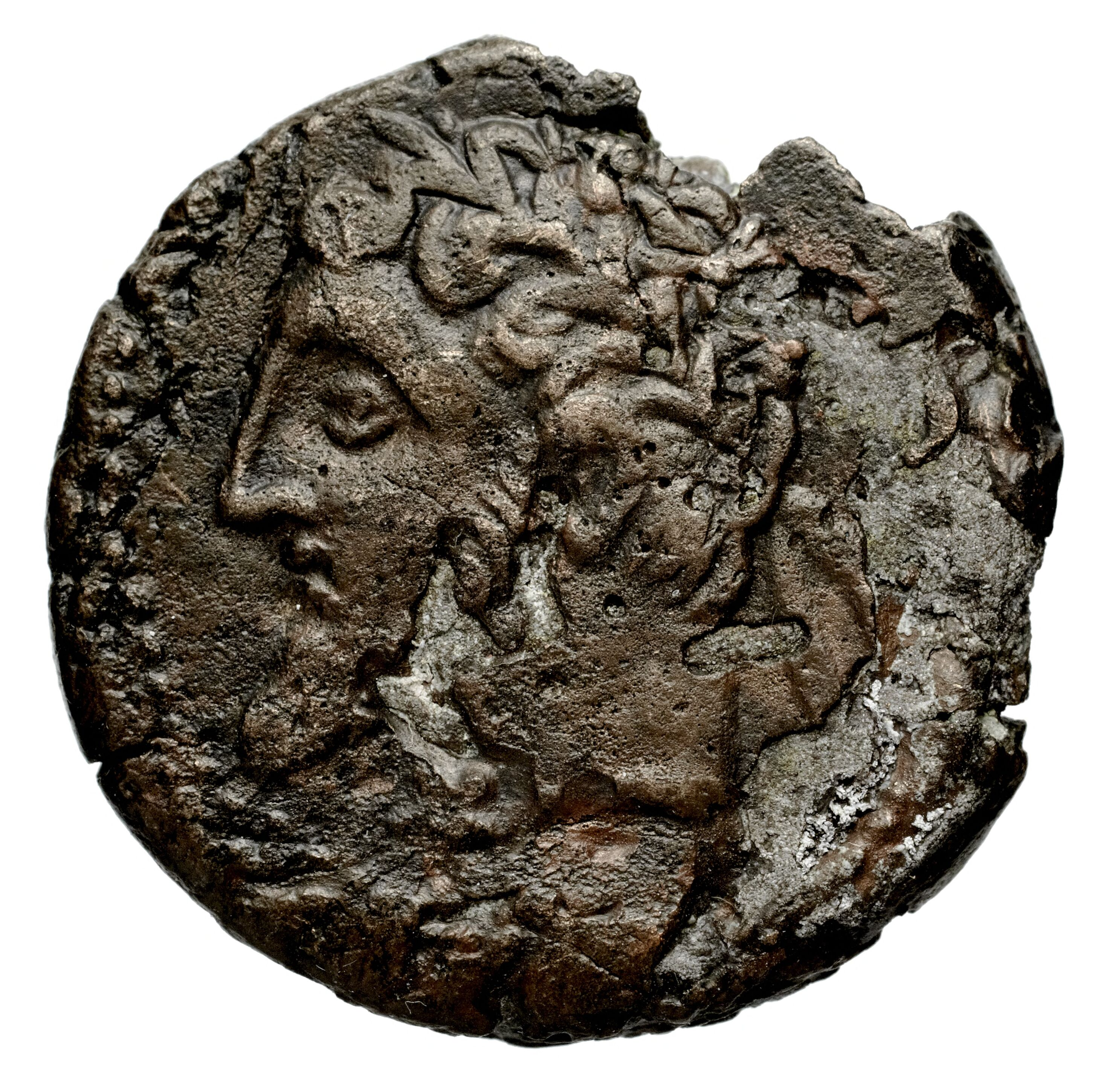
الأغليد ماسينيسا

الأغليد هو لقب من أصل لغوي أمازيغي حيث يعني (الملك)
أو بعبارة أخرى الشخص الذي يمارس السلطة على مجموعة من الأمازيغ في مملكة أو قطعة أرض معينة, حيث نرى الأغليد ماسينيسا كوصي على مجموع القبائل النوميدية التي اندمجت لتشكل مملكة نوميديا , هاته العملية قريبة جدا لمايعرف اليوم في قاموس القانون الدستوري بالدولة القدرالية .

## الاستعمالات
استعمل لقب الأغليد في كثير من الدول والممالك الأمازيغية عبر التاريخ. فنجده عريق في بعض الدول القديمة، مثل نوميديا وموريطنية الطنجية.
1. ↑  "الأغليد". علوم عظيمة. مؤرشف من الأصل في 2023-08-07. اطلع عليه بتاريخ 2023-08-07.